# Rubin Collins
Rubin Collins (Filadelfia, Pensilvania, 19 de octubre de 1953) es un exjugador de baloncesto estadounidense que tras jugar en la universidad, no llegó a debutar como profesional. Con 1,90 metros de estatura, jugaba en la posición de escolta.

## Trayectoria deportiva

### Universidad
Jugó durante tres temporadas con los Hawks de la Universidad de Maryland Eastern Shore, en las que promedió 18,3 puntos y 7,5 asistencias por partido. en 1973 fue incluido en el mejor quinteto del Torneo de la NAIA y al año siguiente elegido All-American de dicha asociación. En ambas temporadas fue incluido en el mejor quinteto de la Mid-Eastern Athletic Conference.

### Profesional
Fue elegido en la trigésimo sexta posición del Draft de la NBA de 1974 por Portland Trail Blazers, pero fue cortado tras la pretemporada, desarrollando su carrera profesional en la EBA, Venezuela y en Europa.